# Syngrapha sinemaculata
Syngrapha sinemaculata är en fjärilsart som beskrevs av Schulte 1952. Syngrapha sinemaculata ingår i släktet Syngrapha och familjen nattflyn. Inga underarter finns listade i Catalogue of Life.